# نانوحفره

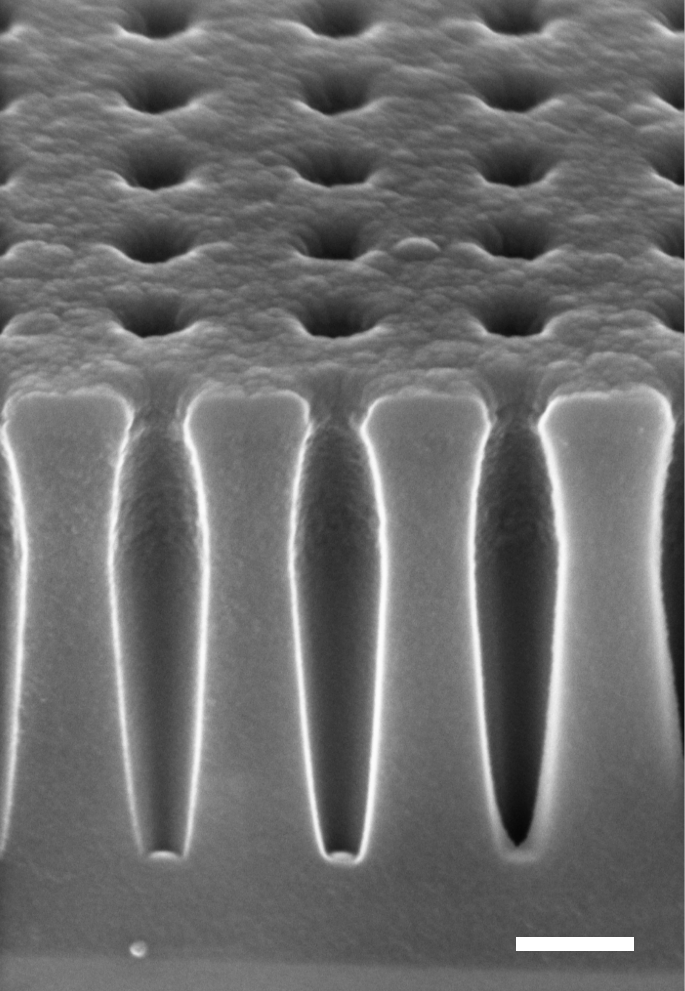
تصویری گرفته شده توسط میکروسکوپ الکترونی از مقطع عرضی یک آرایه نانوحفره‌ای که در سیلیکون بی شکل، با پوشش پلیمری رسانای نازک قرار گرفته‌است. نوار مقیاس .200 نانومتر است.

نانوحفره دسته ای از مواد نانوساختاری هستند که شامل حفره‌های نانو مقیاس می‌باشند. آنها را نباید با نانوفوم‌ها یا نانومنفذها که حاوی شبکه ای از حفره‌های ریز هستند و نفوذ پذیری انتخابی دارند اشتباه گرفت. ویژگی نانوحفره‌ها داشتن حفره‌هایی یکنواخت و گسترش یافته در یک سطح از ماده است، به این ترتیب آنها ساختاری معکوس با نانوستون‌ها و نانوسیم‌ها دارند.

## موارد استفاده
نانوحفره استفاده‌های متنوعی دارد، از ساخت سوپرلنزها که در آن از یک سطح فلزی برای تولید نانوحفره استفاده می‌کنند تا ساخت ابزارهای فوتو ولتائیک برای بهبود استخراج حامل و جذب بهتر نور.
ساختارهای نانوحفره به‌طور گسترده‌ای برای ایجاد بلورهای فوتونیکی، به ویژه برای ساخت موجبر‌های کریستال فوتونی استفاده می‌شود.